# Cavernícola (pel·lícula de 2018)
Cavernícola (títol original en anglès: Early Man) és una pel·lícula d'animació d'stop-motion de comèdia del Regne Unit del 2018 dirigida per Nick Park, el creador de Wallace i Gromit, i escrita per Mark Burton i James Higginson. Eddie Redmayne, Tom Hiddleston, Maisie Williams i Timothy Spall van doblar-ne els personatges principals en la versió original.
Ha estat doblada al català.

## Sinopsi
Un humà i un porc senglar són els protagonistes d'una aventura on l'Edat de Pedra i la de Bronze competeixen per fer-se un lloc a la història. Hauran d'ajudar la seva tribu a vèncer el malvat Nooth, jugant-s'ho tot en un partit de futbol.

## Repartiment
- Eddie Redmayne com a Dug, cavernícola jove de l'edat de pedra.[3][4]
- Tom Hiddleston com a Lord Nooth, senyor malvat de la ciutat de l'edat de bronze.[5]
- Maisie Williams com a Goona, entusiasta del futbol de la ciutat de bronze de qui Dug es fa amic.[6]
- Timothy Spall com a cap Bobnar, cacic de la tribu de Dug.[4]
- Miriam Margolyes com a reina Oofeefa, reina de la ciutat de l'edat de bronze.[4]
- Kayvan Novak com a Dino, segon al comandant de Lord Nooth i àrbitre.[4]
  - Novak també dobla Jurgend, capità de l'equip de futbol de la ciutat de bronze.
- Rob Brydon com a Brian i Bryan, comentaristes de futbol de la ciutat de bronze que treballen per la reina Oofeefa.[4]
  - Brydon també dobla Message Bird, colom que transporta missatges.
- Richard Ayoade com a Treebor, membre covard de la tribu de Dug que és constantment avergonyit per la seva mare.[4]
- Selina Griffiths com a Magma, membre de la tribu de Dug que és la mare de Treebor.[4]
- Johnny Vegas com a Asbo, membre mogut de la tribu de Dug que diu "campió" constantment.[4]
- Mark Williams com a Barry, membre de la tribu de Dug no gaire brillant i que té una pedra amiga anomenat Sr. Roca.[4]
- Gina Yashere com a Gravelle, membre de la tribut de Dug de pell marró procliu a fer-se mal.[4]
- Richard Webber com a Grubup, membre afamat de la tribu de Dug que menjaria qualsevol cosa.
- Simon Greenall com a Eemak, membre càlid i divertit de la tribu de Dug que l'altre tribu té problemes en entendre.[4]
  - Greenall també dobla Thongo, un membre fort i silenciós de la tribu de Dug que normalment contesta amb un gruny.
- Nick Park com a Hognob, porc senglar mascota de Dug.[7]